# Baldred von Tyninghame
Baldred von Tyninghame (* um 670; † um 757 in Aldhame, Haddingtonshire) war ein schottischer Eremit und Heiliger. Sein Gedenktag ist der 6. März.

## Vita
Zum Leben des Heiligen gibt es nur spärliche Informationen. Er war möglicherweise irischer Herkunft und soll in der Region Strathclyde im Westen Schottlands missioniert und mehrere Klöster für Mönche und Nonnen gegründet haben. Später habe er sich jedoch als Einsiedler auf der Felseninsel Bass Rock im Osten Schottlands niedergelassen.

## Verehrung
Im frühen 11. Jahrhundert sollen seine Gebeine in die Kathedrale von Durham gebracht worden sein (Reliquientranslation), doch sind sie dort nicht mehr auffindbar. 